# Gartocharn
Gartocharn est un village dans le West Dunbartonshire, en Écosse.